# 카르파티 루돌프

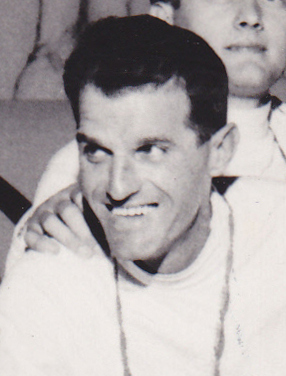
1960년 올림픽의 카르파티

카르파티 루돌프(Kárpáti Rudolf, 1920년 7월 17일~1999년 2월 1일)는 헝가리의 펜싱 선수로, 네 번의 올림픽(1948-1960)에서 사브르 종목에서 6개의 금메달을 획득했다. 또한 세계 선수권 대회에서 금메달 7개, 은메달 3개, 동메달 2개를 획득했다. 이러한 업적을 인정받아 1959년과 1960년에 올해의 헝가리 스포츠 선수로 선정되었다.
카르파티는 국립음악원에서 음악사를 전공했으며, 뛰어난 바이올리니스트이자 인민군 중앙 예술 앙상블의 예술 감독(1961-1986)으로도 활동했다. 펜싱과 음악 외에도 헝가리 국영 신용 은행의 직원과 헝가리 육군 장교로 근무했으며 대령으로 전역한 후 1990년 소장으로 진급했다.
카르파티는 1961년부터 1991년까지 헝가리 펜싱 연맹의 회원으로 활동했다. 대회에서 은퇴한 후 1977년 부다페스트 펜싱 연맹의 회장이자 국제 펜싱 연맹의 관리자로 활동했다.